# Selección femenina de fútbol de Suiza

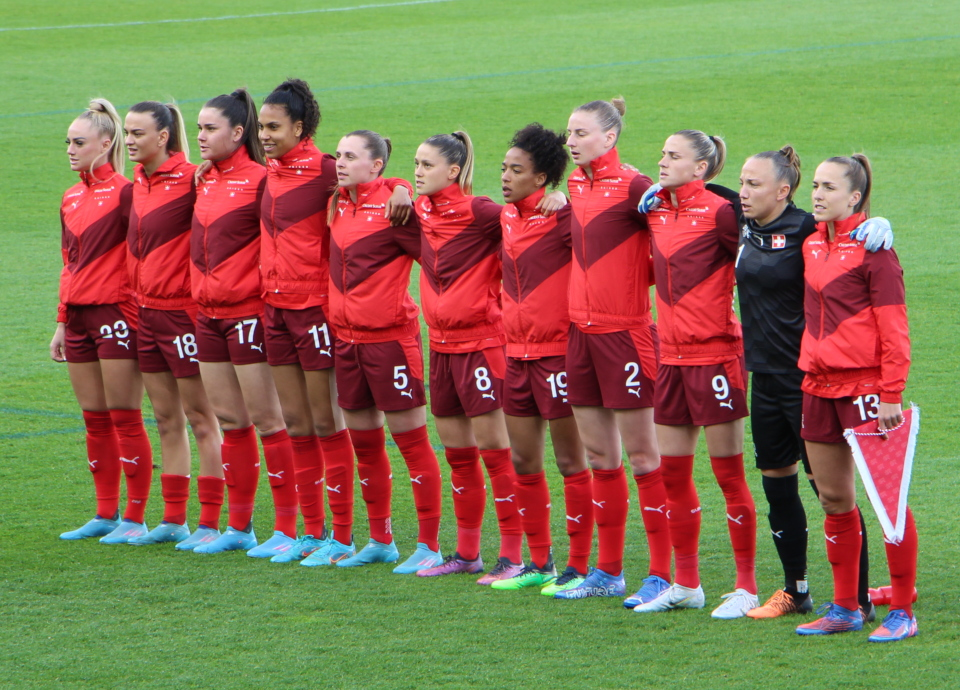
Selección femenina de fútbol de Suiza

La selección femenina de fútbol de Suiza representa a Suiza en las competiciones internacionales de fútbol femenino. Forma parte de la FIFA y la UEFA, y su organización está a cargo de la ASV-SFV.
Fue una de las primeras selecciones femeninas de fútbol; jugó su primer partido en 1972. En 1982 fue una de las 16 selecciones que jugaron la clasificación para la primera Eurocopa.

## Historia
Suiza se clasificó para la Copa Mundial Femenina de la FIFA 2015 en Canadá al ganar su grupo de clasificación. Fue la primera vez que Suiza participó en una Copa Mundial femenina y la primera vez que tanto el equipo masculino como el femenino se clasificaron para una Copa Mundial simultáneamente. 
En la Copa Mundial Femenina de la FIFA 2015, Suiza quedó encuadrada en el Grupo C junto a Japón, Camerún y Ecuador. Obtuvieron una victoria por 10-1 sobre Ecuador, pero perdieron 1-0 ante Japón y 2-1 ante Camerún. Suiza terminó tercera en su grupo, pero fue una de las cuatro primeras en llegar al tercer lugar y avanzó a la ronda eliminatoria. En los octavos de final, Suiza perdió 1-0 ante el equipo anfitrión, Canadá, y quedó eliminada.
Suiza se clasificó para la Eurocopa por primera vez en 2017. Fueron colocados en el Grupo C junto a Francia, Austria e Islandia. Perdieron ante Austria por 1-0, pero luego se recuperaron para vencer a Islandia por 2-1. Suiza llegó a su último partido del grupo contra Francia necesitando una victoria para avanzar a la fase eliminatoria. Suiza lideró durante gran parte del partido después de que Ana-Maria Crnogorčević anotara en el minuto 19, pero Camille Abily anotó el empate para Francia en el minuto 76 mientras los Blues jugaban en desventaja numérica, y el partido terminó en un empate 1-1, como resultado, Suiza terminó tercera en su grupo y no avanzó.
En las eliminatorias para la Copa del Mundo de 2023, Suiza terminó su campaña ganando 15-0 contra Moldavia, estableciendo un nuevo récord de goles en un partido para el equipo. En la Copa del Mundo de 2023 , Suiza terminó primera en el grupo A de baja puntuación. En la siguiente ronda fueron derrotados 1-5 por España, los eventuales campeones.
En 2025, Suiza realizó por primera vez la Eurocopa Femenina de la UEFA y se clasificó automáticamente como anfitriona.

## Resultados

### Copa Mundial
| Edición | Resultado        | Pos.         | PJ           | PG           | PE           | PP           | GF           | GC           | Dif.         | Pts.         | Goleadora            |              |
| ------- | ---------------- | ------------ | ------------ | ------------ | ------------ | ------------ | ------------ | ------------ | ------------ | ------------ | -------------------- | ------------ |
| 1991    | No clasificó     | No clasificó | No clasificó | No clasificó | No clasificó | No clasificó | No clasificó | No clasificó | No clasificó | No clasificó | No clasificó         | No clasificó |
| 1995    | No clasificó     | No clasificó | No clasificó | No clasificó | No clasificó | No clasificó | No clasificó | No clasificó | No clasificó | No clasificó | No clasificó         | No clasificó |
| 1999    | No clasificó     | No clasificó | No clasificó | No clasificó | No clasificó | No clasificó | No clasificó | No clasificó | No clasificó | No clasificó | No clasificó         | No clasificó |
| 2003    | No clasificó     | No clasificó | No clasificó | No clasificó | No clasificó | No clasificó | No clasificó | No clasificó | No clasificó | No clasificó | No clasificó         | No clasificó |
| 2007    | No clasificó     | No clasificó | No clasificó | No clasificó | No clasificó | No clasificó | No clasificó | No clasificó | No clasificó | No clasificó | No clasificó         | No clasificó |
| 2011    | No clasificó     | No clasificó | No clasificó | No clasificó | No clasificó | No clasificó | No clasificó | No clasificó | No clasificó | No clasificó | No clasificó         | No clasificó |
| 2015    | Octavos de final | 15.º         | 4            | 1            | 0            | 3            | 11           | 5            | +6           | 3            | Bachmann y Humm: 3   |              |
| 2019    | No clasificó     | No clasificó | No clasificó | No clasificó | No clasificó | No clasificó | No clasificó | No clasificó | No clasificó | No clasificó | No clasificó         | No clasificó |
| 2023    | Octavos de final | 14.º         | 4            | 1            | 2            | 1            | 3            | 5            | -2           | 5            | Bachmann y Piubel: 1 |              |
| 2027    | Por definir      | Por definir  | Por definir  | Por definir  | Por definir  | Por definir  | Por definir  | Por definir  | Por definir  | Por definir  | Por definir          | Por definir  |
| Total   | 2/10             | 21.º         | 8            | 2            | 2            | 4            | 14           | 10           | +4           | 8            | Bachmann: 4          |              |

### Eurocopa Femenina
| Edición     | Resultado        | Pos.         | PJ           | PG           | PE           | PP           | GF           | GC           | Dif.         | Pts.         | Goleadora                               |              |
| ----------- | ---------------- | ------------ | ------------ | ------------ | ------------ | ------------ | ------------ | ------------ | ------------ | ------------ | --------------------------------------- | ------------ |
| 1984 a 2013 | No clasificó     | No clasificó | No clasificó | No clasificó | No clasificó | No clasificó | No clasificó | No clasificó | No clasificó | No clasificó | No clasificó                            | No clasificó |
| 2017        | Primera fase     | 9.º          | 3            | 1            | 1            | 1            | 3            | 3            | 0            | 4            | Bachmann, Crnogorčević y Dickenmann: 1  |              |
| 2022        | Primera fase     | 12.º         | 3            | 0            | 1            | 2            | 4            | 8            | -4           | 7            | Bachmann, Kiwic, Reuteler y Sow: 1      |              |
| 2025        | Cuartos de final | 8.º          | 4            | 1            | 1            | 2            | 3            | 4            | -1           | 4            | Riesen, Reuteler, Pilgrim y Xhemaili: 1 |              |
| Total       | 3/14             | 13.º         | 10           | 2            | 3            | 5            | 10           | 15           | -5           | 15           | Bachmann: 2                             |              |

## Jugadoras

### Última convocatoria
Jugadoras convocadas para la Eurocopa 2025.
Entrenadora:  Pia Sundhage
| No. | Pos. | Jugadora               | Fecha de nacimiento (edad)        | Apa. | Goles | Club                |
| --- | ---- | ---------------------- | --------------------------------- | ---- | ----- | ------------------- |
| 1   | POR  | Elvira Herzog          | 5 de marzo de 2000 (25 años)      | 21   | 0     | RB Leipzig          |
| 12  | POR  | Livia Peng             | 14 de marzo de 2002 (23 años)     | 10   | 0     | Werder Bremen       |
| 21  | POR  | Nadine Böhi            | 21 de noviembre de 2003 (21 años) | 0    | 0     | St. Gallen          |
|     |      |                        |                                   |      |       |                     |
| 2   | DEF  | Julia Stierli          | 3 de abril de 1997 (28 años)      | 49   | 1     | SC Friburgo         |
| 5   | DEF  | Noelle Maritz          | 23 de diciembre de 1995 (29 años) | 129  | 2     | Aston Villa         |
| 8   | DEF  | Nadine Riesen          | 11 de abril de 2000 (25 años)     | 30   | 1     | Eintracht Frankfurt |
| 15  | DEF  | Luana Bühler           | 28 de abril de 1996 (29 años)     | 61   | 3     | Tottenham Hotspur   |
| 18  | DEF  | Viola Calligaris       | 17 de marzo de 1996 (29 años)     | 67   | 8     | Juventus            |
|     |      |                        |                                   |      |       |                     |
| 4   | MED  | Noemi Ivelj            | 1 de noviembre de 2006 (18 años)  | 11   | 1     | Grasshopper         |
| 6   | MED  | Géraldine Reuteler     | 21 de abril de 1999 (26 años)     | 77   | 14    | Eintracht Frankfurt |
| 7   | MED  | Riola Xhemaili         | 5 de marzo de 2003 (22 años)      | 31   | 6     | PSV Eindhoven       |
| 11  | MED  | Coumba Sow             | 27 de agosto de 1994 (30 años)    | 55   | 13    | Basel               |
| 13  | MED  | Lia Wälti              | 19 de abril de 1993 (32 años)     | 127  | 5     | Arsenal             |
| 14  | MED  | Smilla Vallotto        | 23 de marzo de 2004 (21 años)     | 23   | 3     | Hammarby            |
| 16  | MED  | Sandrine Mauron        | 19 de diciembre de 1996 (28 años) | 46   | 2     | Servette            |
| 22  | MED  | Sydney Schertenleib    | 30 de enero de 2007 (18 años)     | 13   | 2     | Barcelona           |
|     |      |                        |                                   |      |       |                     |
| 3   | DEL  | Leila Wandeler         | 11 de abril de 2006 (19 años)     | 1    | 0     | OL Lyonnes          |
| 9   | DEL  | Ana-Maria Crnogorčević | 3 de octubre de 1990 (34 años)    | 169  | 74    | Seattle Reign       |
| 10  | DEL  | Meriame Terchoun       | 27 de octubre de 1995 (29 años)   | 44   | 3     | Dijon               |
| 17  | DEL  | Svenja Fölmli          | 19 de agosto de 2002 (22 años)    | 26   | 5     | SC Friburgo         |
| 19  | DEL  | Iman Beney             | 23 de julio de 2006 (19 años)     | 11   | 0     | Young Boys          |
| 20  | DEL  | Alayah Pilgrim         | 29 de abril de 2003 (22 años)     | 13   | 3     | Roma                |
| 23  | DEL  | Alisha Lehmann         | 21 de enero de 1999 (26 años)     | 59   | 8     | Juventus            |